# Tuiltermolen
De Tuiltermolen is een onderslagmolen op de Tuilterdemer, een riviertje dat parallel aan de Demer loopt. De molen is gelegen aan Zolderse Kiezel 220 te Kuringen (buurtschap Tuilt) en behoort tot het complex van de Abdij van Herkenrode.
De molen is een dubbelmolen die fungeerde als schorsmolen en korenmolen.

## Geschiedenis
Reeds in 1083 werd melding gemaakt van deze molen, die toen een banmolen was van de Graven van Loon. In 1213 werd ze door Graaf Lodewijk II van Loon geschonken aan de Abdij van Herkenrode.
In 1654 sloegen de Lotharingse troepen hun kamp op nabij de molen en plunderden de graanvoorraden van de abdij. In 1673 werd de molen door een burgerwacht beschermd tegen Franse troepen van Lodewijk XIV. De molen werd door de Fransen bezet en in brand gestoken. Later vond herbouw plaats.
In 1797 werd de abdij opgeheven en de molen aan de particulier Pierre de Libotton verkocht. In de abdijgebouwen werd een wolspinnerij gevestigd welke, na een brand, in 1824 naar de Tuiltermolen werd overgebracht. Na 1826 ging de molen als schorsmolen fungeren, om de grondstof voor het looien van leer te leveren.
Na een brand in 1853 werd de molen opnieuw herbouwd. Ze fungeerde toen als korenmolen en schorsmolen, maar later werd het korengedeelte als woonhuis ingericht en in 1882 stopte ook de schorsmolen. Aldus verdween het waterrad en het binnenwerk.
In 1998 kwam de molen in bezit van het Agentschap voor Natuur en Bos. Vanaf 2014 vinden restauratiewerkzaamheden plaats, waarna de molen voor elektriciteitsopwekking zal worden ingezet. Daartoe zal een nieuw rad worden aangebracht.
Het huidige complex dateert voornamelijk uit 1784.
- Inventaris van het Bouwkundig Erfgoed (Vlaanderen): 22270